# Hymnologi
Hymnologi (gr. hymnos: sang, kvad, lovsang, festsang) er læren om kirkesangens oprindelse, udformning og udvikling.
Uddybende kan hymnologien beskrives som udforskningen af salmesangen og den åndelige sang, salmebøgerne, salmedigterne og deres salmer: den historisk-biografiske del.
Desuden indeholder hymnologien også en principiel eller systematisk del der behandler salmernes teologiske indhold og poetiske form samt deres betydning og funktion i den kirkelige og gudstjenestelige sammenhæng.
Både den historiske og den principielle hymnologi indgår som et væsentligt element i enhver salmekommisions arbejde. Hymnologien arbejder udpræget tværfagligt med udgangspunkt i såvel teologi og kirkehistorie som litteratur- og musikvidenskab.